# Wärme-, Kälte- und Schallschutzisolierer
Der Wärme-, Kälte- und Schallschutzisolierer ist in Deutschland seit 1999 ein staatlich anerkannter Ausbildungsberuf nach Berufsbildungsgesetz und Handwerksordnung.

## Ausbildungsdauer und Struktur
Die Ausbildungsdauer zum Wärme-, Kälte- und Schallschutzisolierer beträgt in der Regel drei Jahre. Die Ausbildung erfolgt an den Lernorten Betrieb und Berufsschule. Der Beruf zählt zum Bauhauptgewerbe und stellt die zweite Stufe der Stufenausbildung in der Bauwirtschaft dar. Er baut auf dem zweijährigen Ausbildungsberuf Ausbaufacharbeiter auf. Der artverwandte Beruf der Isolierers der Industrie ist ein Monoberuf.

## Arbeitsgebiete
Wärme-, Kälte- und Schallschutzisolierer stellen Dämmungen an Decken, Wänden, Rohrleitungen sowie Kühl- und Klimaräumen her. Die Maßnahmen können auch dazu dienen, die Anforderungen an den Brandschutz zu erfüllen.
Um die Arbeiten ausführen zu können, müssen sie Stütz- und Tragekonstruktionen errichten, Modelle für Formstücke herstellen und Abwicklungen von Schablonen herstellen. Wärme-, Kälte- und Schallschutzisolierer messen Anlageteile auf, fertigen Isometrien an und wählen anschließend den geeigneten Dämmstoff aus. Sie bauen das Material ein und ummanteln die Dämmung mit Blechen, Folien oder Bahnen, um sie vor Beschädigungen zu schützen. In geringerem Umfang stellen sie auch Bauteile im Trockenbau her.